# Laín Calvo
Laín Calvo é uma figura lendária no condado de Castela, foi eleito como juiz pelos castelhanos como forma de resolver as disputas entre si, evitando assim ir ao tribunal real de Leão.

## Biografia
Durante o reinado de Ordonho II da Galiza e Leão com os acontecimentos derivados da derrota da Batalha do Val de Junqueira e como o rei de Leão atribuí este desastre aos condes de Castela que se negaram a acompanha-lo, tendo manda-los executar. Indignados os castelhanos com esta acção do rei e não podendo levantar-se me armas acordaram prover-se a si mesmos de um governo. Assim elegeram os nobres dois magistrados, um civil e outro militar, a quem foi atribuído o título de juízes, para lhes recordar que a sua missão era judiciária e que não deviam oprimir os povos e povoados debaixo da sua autoridade.

## Relações familiares
Segundo a tradição, histórias e obras literárias posteriores  — como o Poema de Fernán González do século XV — é seu descendente direto Fernão Gonçalves e antepassado de Rodrigo Dias de Vivar, embora o parentesco é suportado apenas em documentos literários e não tem respaldo histórico verdadeiro.